# 薩莫拉市 (阿拉瓜州)
10°2′N 67°29′W / 10.033°N 67.483°W
薩莫拉市（西班牙語：Municipio Zamora），是委內瑞拉的一個市，位於該國北部阿拉瓜州，首府設於庫拉鎮，始建於1722年5月25日，面積649平方公里，海拔高度526米，2007年人口145,742，人口密度為每平方公里220人。